# Ричер, Малакай
Ма́лакай Ри́чер (англ. Malachi Ritscher; имя при рождении Марк Дэ́вид Ри́чер, англ. Mark David Ritscher; 13 января 1954, Дикинсон, Северная Дакота — 3 ноября 2006, Чикаго, Иллинойс) — американский музыкант, инженер звукозаписи, правозащитник и антивоенный активист. Его публичное самосожжение в знак протеста против войны в Ираке вызвало большой резонанс.

## Биография
В детстве и юности часто переезжал с семьёй. С 1969 года жил в Линкольне (штат Небраска). Женился в семнадцать лет; стал отцом сына по имени Малакай. Десять лет спустя развёлся, сменив собственное имя на Малакай. В 1981 году поселился в Чикаго. Занимался музыкой, играл на гитаре, исполнял песни. Был антивоенным активистом, дважды арестовывался за участие в антивоенных митингах. В час пик утром в пятницу 3 ноября 2006 года, протестуя против вторжения США и их союзников в Ирак, совершил публичное самоубийство недалеко от центра Чикаго. На своём сайте в тот день написал: «…если я должен платить за вашу варварскую войну, я предпочитаю не жить в вашем мире», после чего направился на самосожжение. Его смерть на первых порах прошла незамеченной. В своём послании Ричер также винил себя в том, что не убил Дональда Рамсфелда.

## В массовой культуре
- Группа «Less Than Jake» посвятила Ричеру свою песню «Malachi Ritscher’s Liquor’s Quicker».